# 土门
土门（ ？—552年），在《闕特勤碑》與《毗伽可汗碑》當中被稱為布民可汗（古突厥文：𐰉𐰆𐰢𐰣𐰴𐰍𐰣，拉丁轉寫：Bumïn qaγan）， 古突厥人，出身阿史那氏，称號為伊利可汗（Ilig Qaγan），是突厥汗国的创立者與第一位可汗。父阿史那吐務，祖阿賢設、曾祖父阿史那是阿史那氏始祖。他的在位時間不到一年（552年），在建立突厥汗國不久後即去世。:987

## 名稱

### 土門與布民
漢文史料（例如《周書》、《隋書》等）當中的土門（早期中古漢語：tho'-mən，晚期中古漢語：thuə'mun） 和古突厥碑銘（《闕特勤碑》與《毗伽可汗碑》）當中的布民可汗（古突厥文：𐰉𐰆𐰢𐰣𐰴𐰍𐰣，拉丁轉寫：Bumïn qaγan）被認為是同一名人物，即突厥汗國的開創者。 然而這兩者在語音方面無法契合，對此突厥學家里巴茨基 (Rybatzki) 認為，Bumïn 以伊朗語的角度解析可以拆成兩個部分：詞根 bum- 與後綴 -in，-in 時常出現在粟特語，功能是表示暱稱與（或）父名；而 bum- 可以跟古梵語 bhūmi「大地、地面、土壤、土地」，古波斯語 būmī-「大地」，粟特語 ßωmh, ßωm-「大地、土地、世界」等伊朗語比較。而中文的「土」有「大地、土壤、領土」等意思；「門」有「入口、派系、家族」等意思。考慮到粟特文化對於第一汗國的強烈影響，Bumïn 一稱的意義可能由粟特人傳入中國，中國人再將其翻譯為「土門」這個音義兼具的名稱。 突厥學家芮傳明認為他的理論有合理之處。
其他理論認為「土門」音譯自突厥語的「一萬」。:892 而隋唐史家岑仲勉認為「布民」源自梵語 bhuman「廣大、富有」，:892 芮傳明認為 Bumïn 也可能是土門的另一個稱號，只是未被中國史家記錄下來。

## 統治

### 與西魏建立關係
據《周書》〈突厥傳〉記載，古突厥人起初居住於阿爾泰山一帶，臣屬於柔然汗國，部众充当柔然锻奴（铁工）。到了土門擔任首領之時，部落逐漸強盛，他們前往西魏的邊塞購買繒絮，並希望與中國建立關係。545年（西魏大統十一年），西魏的權臣宇文泰派遣使者酒泉胡人安諾槃陁出使於古突厥人。古突厥人對此非常欣喜，互相道賀說：「如今大國使者到來，我們國家要興起了。」546年（大統十二年），土門也派遣使者至西魏贈送方物。:986 :499-500

### 收降鐵勒
後來鐵勒各部落出軍攻擊柔然，土門率領古突厥人截擊並擊敗了他們，因而收降了五萬多戶鐵勒。:986《周書》〈突厥傳〉並沒有明確記錄這次事件發生的時間， 司馬光編纂的《資治通鑑》將其定年於土門與長樂公主結婚（見下段）的551年（南梁大寶二年、西魏大統十七年）， 岑仲勉認為《通鑑》的定年有誤，土門後來先後向柔然與西魏請求聯姻，因此擊破鐵勒的時間不可能是551年。:500 學者薛宗正與吳玉貴都同意他的觀點，而薛宗正則進一步推測時間在550年（大統十六年）或更早之前。

### 聯姻大國
古突厥人在收降鐵勒部落之後實力大增，土門因此向宗主國柔然汗國請求聯姻。柔然可汗阿那瓌對此非常憤怒，派使者前去辱罵土門，說：「你是替我鍛鐵的奴僕，怎麼敢說出這種話？」土門也很憤怒，殺死了使者，脫離了與柔然的從屬關係並轉而向西魏請求聯姻，宇文泰同意了土門的提議。551年7—8月（大統十七年六月）， 土門迎娶了西魏的長樂公主。:500 :986-7
同年西魏文帝去世，土門派遣使者前去弔唁並贈送兩百匹馬。:987

### 古突厥—柔然戰爭
552年2—3月（西魏廢帝元年正月）， 土門出兵並在懷荒鎮的北方大敗柔然，柔然可汗阿那瓌兵敗自殺。:987 :17 柔然汗國經此一役過後分崩離析，並在555年徹底崩潰。土門在戰役後自稱伊利可汗，創立了突厥汗國。:987

### 去世與繼承
552年，土門在建立汗國不久後去世，薛宗正認為死因是與柔然作戰後傷重不治。 汗位由他的兒子:504（或是弟弟） 科羅繼承，即乙息記可汗。:987

## 古突厥碑銘中的布民可汗（土門）

### 鄂爾渾碑銘
突厥第二汗國時期的《闕特勤碑》 與《毗伽可汗碑》 運用了幾乎相同的文句 述說土門（碑文中稱為布民可汗（古突厥文：𐰉𐰆𐰢𐰣𐰴𐰍𐰣，拉丁轉寫：Bumïn qaγan））與室點密開創突厥汗國，創建法制，征服四方民族的功績，以及去世時四方民族前來弔信的情景。
《闕特勤碑》東面第一至四行：
當上面藍天、下面褐色大地造成時，在二者之間（也）創造了人類之子。在人類之子上面，坐有我祖先布民可汗和室點密可汗。他們即位後，創建了突厥人民的國家和法制。
（這時候）四方皆是敵人。他們率軍征戰，取得了所有四方的人民，全都征服了（他們）。使有頭的頓首臣服，有膝的屈膝投降。並使他們住在東方直到興安嶺，西方直到鐵門（關）的地方。
他們統治著二者之間的沒有君長的藍突厥。他們是英明的可汗、勇敢的可汗。他們的梅祿（大臣）也是英明的，勇敢的；他們的諸官和人民也是忠義的（直譯：正直的）。因此，他們這樣統治了國家。他們統治了國家並創建了法制。他們（之後）

去世了。（作為）弔信者從前面，從日出之方，有莫離 (bökli) 荒原人、唐人、吐蕃人、阿瓦爾 (apar) 人、拂林 (purum) 人、黠戛斯人、三姓骨利干人、三十姓韃靼人、契丹人、奚 (tatabï) 人——這樣多的人民前來弔信。他們是那樣名聲顯赫的可汗。

### 塔里亞特碑銘
回鶻汗國時期的《塔里亞特碑》中提到了某位布民可汗， 但因碑面毀損嚴重， 因此無法確認文中的布民可汗是否就是土門。
《塔里亞特碑》東面第一行：
（此處約缺損 75 個字符）藥利可汗 (yolïγ qaγan)……（此處約缺損 10 個字符）布民可汗 (bumïn qaγan)，這三位可汗登了位，登位統治了二百年。

### 其他碑銘
第二汗國時期的《翁金碑》 中提到的某位射摩可汗（中古漢語擬音：Dzia-Mua ；中古藏語拉丁轉寫：Zhama ；古突厥文：𐰖𐰢𐰀𐰴𐰍𐰣，拉丁轉寫：yama qaγan） 被認為可能是布民可汗， 但學界對於這種解讀仍存在爭議。
《翁金碑》西面第一行：
據說我的祖先射摩可汗 (Yama Qaγan) 鎮壓、聚集、擴張並奇襲了（世界的）四方。據說當那位可汗去世時，他的人民失去了方向且離散了。據說他組織了人民並依附於……。
除此之外，過去的研究也認為第一汗國時期的《布古特碑》當中提到了布民可汗， 然而，後來對於《布古特碑》進一步的考察與研究證明了碑文中所謂的「布民可汗」其實是誤讀，實際上該文指的是菴羅可汗。

## 家庭

### 父
- 據《新唐書》記載，土門的父親叫做吐務，[50] 但此條史料的可信度受到了懷疑。[51]

### 妻
- 長樂公主

### 子
- 乙息記可汗，又稱科羅，突厥汗國第二任可汗（552-553）
- 木汗可汗，又稱俟斤、燕都，突厥汗國第三任可汗（553-572）
- 他鉢可汗，突厥汗國第四任可汗（572-581）